# Diego Gutiérrez
Diego Gutiérrez, född 25 september 1974, är en kubansk singer-songwriter. År 2018 nominerades Gutiérrez för sitt album Palante el Mambo! till Latin Grammy Award för bästa tropiska usionsalbum.

## Biografi
Diego Gutiérrez föddes i Ciego de Ávila, där han bodde under sina barndoms- och ungdomsår. Hans bröder lärde honom att spela gitarr och snart började han sjunga Trova Tradicional kubanska klassiker och låtar från Nueva Trova-rörelsen.
Han började skriva egna låtar vid Universidad Central de Las Villas, där han fann en kraftfull kulturell rörelse som inspirerade  honom att tänka på allvar när han utvecklade sin musikaliska karriär, samtidigt som han studerade engelska språket och litteraturen. Först blev han känd av en växande publik genom amatörmusikerfestivaler, där han vann flera priser, och senare genom konserter och turnéer runt om i landet.
1997 grundade han tillsammans med andra trubadurkollegor i Santa Clara en plats för sång- och låtskrivande som heter La Trovuntivitis, baserad i El Mejunje. Detta är ett ikoniskt kulturcentrum på Kuba, varifrån nya generationer av musiker, singer-songwriters och artister har vuxit fram. Också ungefär samma år grundade de tillsammans den nationella festivalen för trovadourer "Longina".
Han har bjudits in att dela scen med välkända singer-songwriters från Kuba som bland andra Carlos Varela, David Torrens och Santiago Feliú. Han deltog i en konsert som han fått inbjudan till av Manu Chao, tillsammans med La Trovuntivitis, som en del av Manu Chaos kubanska turné.
2006 spelade Gutiérrez in sitt första studioalbum med titeln "De cero"  som fick tre nomineringar och två Cubadisco Awards.
För sitt andra studioalbum med titeln "Palante el Mambo! fick han ett Cubadisco Award och en nominering till Latin Grammy Awards 2018. 
2019 lanserade han sin tredje studiorelease med titeln "Piloto automático" .
Som ett resultat av sitt arbete med att tonsätta verser från olika författare från Villa Clara, släppte 2021 Diego Gutiérrez albumet "Viaje al Centro de la Tierra".
Gutiérrez har framträtt i USA, Spanien, Storbritannien, Argentina, Schweiz, Mexiko, Venezuela, Cypern, Algeriet och Bolivia som en del av turnéer, festivaler och konserter.

## Diskografi

### Studioalbum
- 2006: De cero .
- 2018: Palante el Mambo!. [7]
- 2019: Piloto automático. [8]
- 2021: Viaje al Centro de la Tierra. [9]

### Livealbum
- 2008: Demasiado Diego. Inspelad live i Centro Pablo de la Torriente Brau, La Habana.

### Olika artistalbum och antologier
- 2001: Trov@nónima.cu.
- 2003: Acabo de soñar. Dikter av José Martí sjungs av unga kubanska trubadurer. [10]
- 2005: A guitarra limpia. Antología 4 (Kollektivt arbete)
- 2006: Te doy una canción. Vol.1 . Hyllning till Silvio Rodríguez
- 2007: Décimas del gato Simón. Dikter av Josefina de Diego.
- 2009: Del verso a la canción. Blandade artister.
- 2018: La Trovuntivitis. [11]
- 2022: La Nueva Trova y más. 50 años Vol.9 [12]